# 새우나무
새우나무는 한반도 남부 산 중턱 이하의 산기슭에서 자라는 낙엽교목으로 높이는 30m까지 자란다. 갈색이 도는 나무껍질은 길게 갈라져 있으며, 어린가지에는 선모가 있다. 잎은 타원형이며 잎 가장자리에는 잔톱니가 있다. 꽃은 5월에 암꽃과 수꽃이 한그루에서 따로따로 피며, 열매는 9~10월에 익는다. 목재 조직이 치밀하고 질겨서 철목이라고도 한다.